# Janthina janthina
Janthina janthina (nomeada, em inglês, common Janthina, large violet snail, common purple sea snail ou common purple snail) é uma espécie de molusco gastrópode marinho da família Epitoniidae, na ordem Caenogastropoda (no passado, na família Janthinidae), epipelágica e pleustônica em oceanos tropicais. Foi classificada por Carolus Linnaeus, nomeada Helix janthina, em 1758, na obra Systema Naturae; agora considerada a espécie-tipo do gênero Janthina e sua maior espécie.

## Descrição da concha e hábitos
Janthina janthina possui concha globosa, levemente triangular quando vista de sua abertura; com espiral baixa e cônica e geralmente com até 4 voltas suavemente arredondadas, de coloração púrpura a rosada, mais clara na área da espiral, atingindo até os 4 centímetros de comprimento e sem canal sifonal em sua abertura, que é subquadrada. A sua superfície possui sulcos pouco visíveis e seu lábio externo é arredondado e fino, anguloso, com sua columela reta, na parte anterior, e sem opérculo na abertura, quando adulta. A tonalidade mais escura, na base da concha de Janthina janthina, faz com que o animal fique camuflado de seus predadores (tanto da vista de cima como da de baixo).

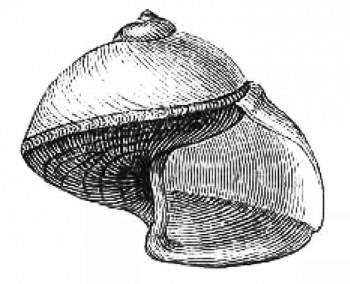
Ilustração da concha de J. janthina, retirada de Fibuier, Louis (1868); Ocean World: Being a Descriptive History of the Sea and its Living Inhabitants. New York: D. Appleton & Co.; uma espécie espalhada por todos os mares tropicais da Terra; constituindɒ-se no maior representante dos obsoletos Janthinidae.

Os moluscos do gênero Janthina não possuem visão e não podem viver desconectados de seus flutuadores; fixos por seus pés e com a abertura da concha para cima, estando à mercê de ventos e correntes marinhas, na superfície das ondas, para o seu deslocamento, passando sua vida na zona epipelágica ou nêuston (superfície dos oceanos) de mares tropicais, se alimentando de cnidários dos gêneros Physalia, Porpita e Velella. Tais flutuadores são constituídos por uma bolsa de bolhas de ar formadas por muco endurecido e secretado pelo animal. Tais bolsas também contém seus ovos, mantidos em cápsulas presas à parte inferior do flutuador das fêmeas e liberados como larvas que nadam livremente. Os indivíduos são protândricos; iniciam suas vidas como machos e posteriormente se tornam fêmeas. Quando são alvo de predação eles podem soltar uma substância de coloração arroxeada para a sua defesa. Podem ser depositados em praias pela maré, em grande número e ainda vivos, após tempestades.

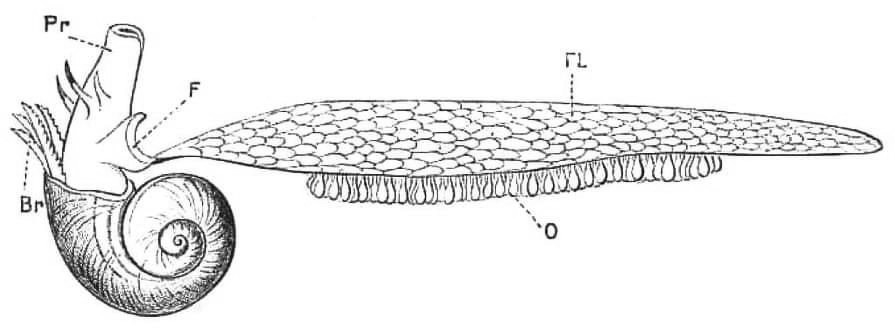
Ilustração de Janthina janthina (Linnaeus, 1758)[2] com o animal ("FL": flutuador; "O": ovos; "Pr": probóscide; "Br": brânquias; "F": pé); retirada de Molluscs, Cambridge Natural History, v.3 (1895).

## Distribuição geográfica
Esta espécie está distribuída geralmente nas áreas de clima tropical dos três oceanos, incluindoː
- Oceano Atlânticoː Cabo Verde, Colômbia[6], costa do Brasil[18], Cuba, Gabão, golfo do México, Grécia, Ilhas Britânicas, Irlanda, Jamaica, mar do Caribe, mar Mediterrâneo, México, norte do Atlântico, Panamá[6], Uruguai.[7]
- Oceano Índicoː Madagáscar, mar Vermelho, Moçambique, Somália, Tanzânia.[6]
- Oceano Pacíficoː Austrália meridional[19], Galápagos[4], Nova Zelândia.[6]